# Thomas Karlsson (konstnär)
Thomas Holger Karlsson, född 9 juli 1964, är en svensk konstnär. 
Thomas Karlsson växte upp i Stockholm. Han utbildade sig på Nyckelviksskolan i Stockholm 1989-1990, och Kungliga Konsthögskolan i Stockholm 1991–1997.
Han är adjunkt på Konstfack i Stockholm.
| Bilderna visar två olika vinklar av Giraffen i aluminium.Skulpturen donerades till Järfälla kommun 2015 av HSB Norra Stor-Stockholm och står på Riddarplatsen i Jakobsbergs Centrum.  |  | Bilderna visar två olika vinklar av Giraffen i aluminium.Skulpturen donerades till Järfälla kommun 2015 av HSB Norra Stor-Stockholm och står på Riddarplatsen i Jakobsbergs Centrum. |
| Bilderna visar två olika vinklar av Giraffen i aluminium. Skulpturen donerades till Järfälla kommun 2015 av HSB Norra Stor-Stockholm och står på Riddarplatsen i Jakobsbergs Centrum. |  | |

Han utvaldes i januari 2016 att gestalta en av de nya planerade tunnelbanestationerna i Stockholmsregionen.

## Offentliga verk i urval
- Giraffen, aluminium, 2015, Riddarplatsen i Jakobsbergs Centrum i Järfälla kommun.
- Årsta Zoo, betong, 2008, på Årsta torg i Stockholm.
- Pandor, 2007, Stallarholmens förskola i Strängnäs kommun.
- Easy Rider, 2004, Kungliga Tekniska högskolan, Teknikringen 14, Stockholm.